# Myxine sotoi
Myxine sotoi – gatunek bezszczękowca z rodziny śluzicowatych (Myxinidae). 

## Zasięg występowania
Płd.-zach. Atlantyk, okolice Brazylii.

## Cechy morfologiczne
Osiąga max. 52 cm długości całkowitej. 6 par worków skrzelowych. Gruczoły skrzelowe: 28-38 przedskrzelowych, 61-73 tułowiowe, 11-13 ogonowych, razem 101-119. Płetwa brzuszna ma wysokość 4-6 mm.
Ubarwienie ciała różowo-czerwone, głowa biaława aż do pierwszych gruczołów śluzowych. Na grzbiecie białawy pasek biegnący od płetwy ogonowej do wysokości otworów skrzelowych.

## Biologia i ekologia
Występuje na głębokości 690-810 m, na stoku kontynentalnym. 
Na 30 złowionych osobników znaleziono 26 samic, 3 samce oraz jednego obojnaka. Ziarna ikry mają wymiary 20x6 mm i są pozbawione włókien służących do zakotwiczenia.